# Marş triumfal şi primirea steagului şi a Măriei Sale Prinţul Domnitor
Marş triumfal şi primirea steagului şi a Măriei Sale Prinţul Domnitor (Marcha triunfal e recepção da bandeira e de Sua Majestade o Príncipe Regente em língua romena) era o título do hino nacional romeno entre 1862 e 1884.
Em 1862, o compositor Eduard Hübsch venceu o concurso que escolheria o hino do Principado Unido da Moldávia e da Valáquia (chamado de Principado da Romênia) com esta peça.
O hino foi modificado em 1884 pela canção Trăiască Regele, cujos versos são de autoria de Vasile Alecsandri.